# الجيلالي فرحاتي
جيلالي فرحاتي (مواليد 3 أغسطس 1948) هو مخرج أفلام مغربي. درس الأدب والاجتماع بفرنسا، قبل أن يتحول للإخراج بأول فيلم طويل له سنة 1977 جرحة في الحائط.

## أعماله
- 1973: كاروم، فيلم قصير صامت
- 1974: صباح الخير سيدتي، فيلم قصير صامت
- 1977: جرحة في الحائط، أول أفلامه الروائية الطويلة
- 1981: عرائس من قصب
- 1991: شاطئ الأطفال الضائعين
- 1995: خيول الحظ
- 1995: المنديل الأزرق، فيلم قصير
- 2000: ضفائر
- 2004: ذاكرة معتقلة
- 2006: رأس الخيط
- 2010: عند الفجر
- 2012: أمواج من الشمال
- 2013: سرير الأسرار، عن رواية سرير الأسرار للبشير الدامون.

## روابط خارجية
- الجيلالي فرحاتي على موقع IMDb (الإنجليزية)
- الجيلالي فرحاتي على موقع ألو سيني (الفرنسية)
- الجيلالي فرحاتي على موقع أول موفي (الإنجليزية)
- الجيلالي فرحاتي على موقع قاعدة بيانات الفيلم (الإنجليزية)
- الجيلالي فرحاتي على موقع كينوبويسك (الروسية)